# Deep Lake Tarn
Deep Lake Tarn är en sjö i Antarktis. Den ligger i Östantarktis. Australien gör anspråk på området. Deep Lake Tarn ligger 12 meter över havet. Den ligger vid sjön Deep Lake.